# Николайчук, Игорь Леонидович
Игорь Леонидович Николайчук (2 мая 1968, Красноярск, СССР) — советский и российский регбист, тренер команды «Красный Яр».

## Биография
Выступал на позиции хукера в составе «Красного Яра». Стал двукратным чемпионом СССР (1990 и 1991 годы), и восьмикратным чемпионом России, трехкратным обладателем Кубка. В 1997 году окончил Омский институт физической культуры. Карьеру завершил в 2006 году. Выступал за сборную России. Дебютировал в 1993 году в мачте против Морокко. Всего провел 50 матчей, набрал 10 очков. Чемпион Европы 1995 года. Последний матч сыграл за сборную в 2005 году.
После окончания карьеры работал исполнительным директором Красноярской краевой федерации регби и параллельно делал карьеру арбитра. Обслуживал матчи суперлиги в качестве главного арбитра. В 2013 году скоропостижно скончался тренер команды Юрий Николаев, и к сезону команду готовил Джош Таумалоло, однако перед самым началом игр Николайчук стал главным тренером. До этого он был его помощником.
В первый же свой сезон паре наставников удалось сделать золотой дубль (выигрывают Кубок и Чемпионат). В начале сезона 2016 года команда одержала победу в Суперкубке России впервые в своей истории.  В октябре «Красный Яр» дебютировал в еврокубках. Challenge Cup (Кубок Челлендж) второй по значимости турнир клубных команд Европы. В квалификационном турнире Кубка Челлендж «Красный Яр» сыграл четыре матча. Дебют получился успешным – «Красный Яр» победил одного из лидеров чемпионата Италии «Мольяно» - 48:24.

## Личная жизнь
Дочь Алина — супруга футболиста «Енисея» Валерия Кичина. В 2020 году родился внук.

## Достижения

### Игрок
- Чемпион СССР — 2 раза (1990, 1991)
- Серебряный призёр чемпионата СССР — 1 раз (1989)
- Чемпион России — 8 раз (1992, 1994—1998, 2000, 2001)
- Кубок России — 3 раза (1995, 1996, 1998)

### Тренер
- Чемпион России — 2 раза (2013, 2015)
- Обладатель Кубка России по регби — 3 раза (2013,2015,2018)
- Серебряный призёр чемпионата России — 4 раза (2014, 2016, 2017, 2018)
- Суперкубок России - 1 раз (2016)